# コンデンシングボイラー

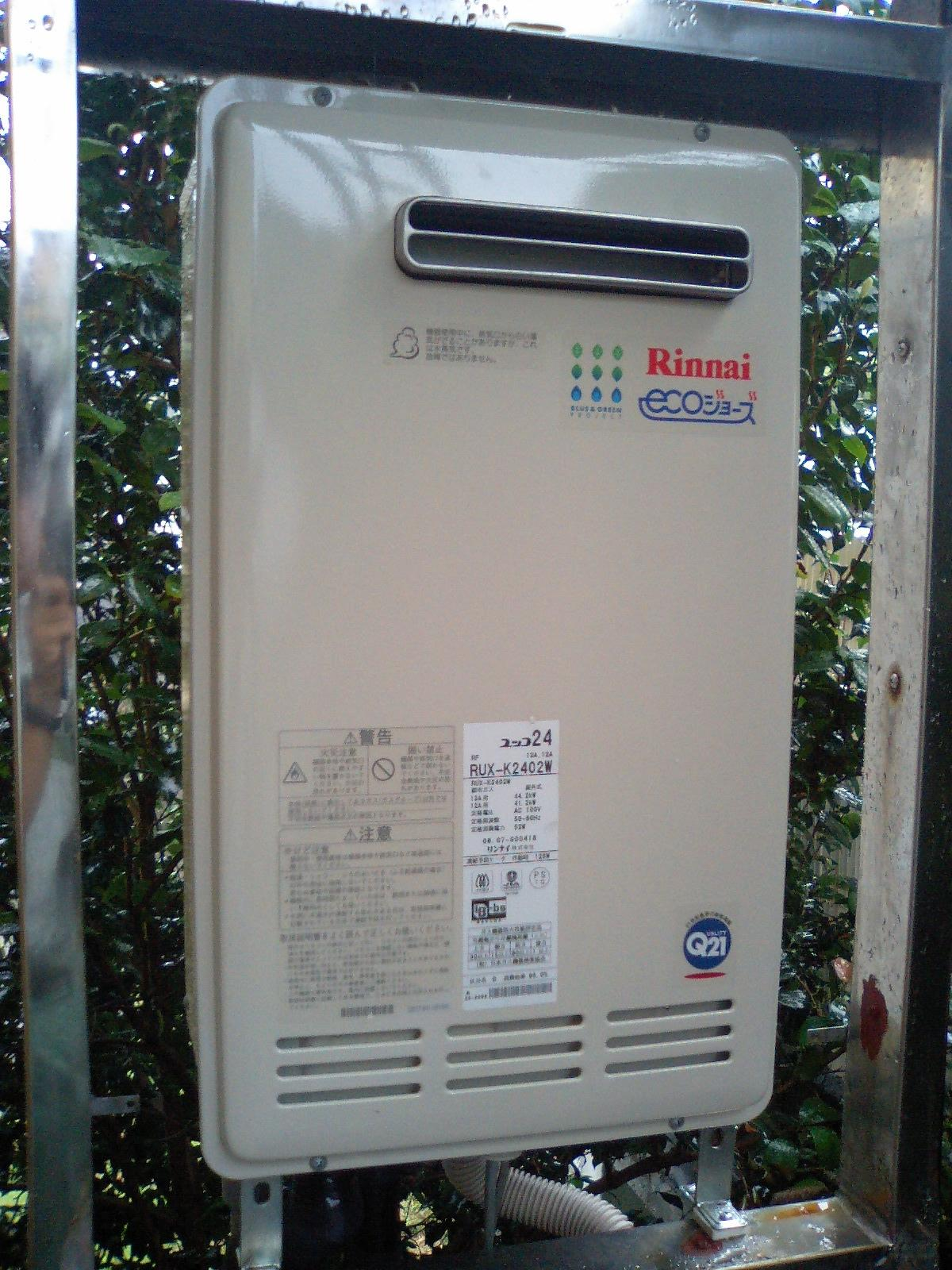
ガス高効率型給湯器『エコジョーズ』

コンデンシングボイラー（英: condensing boiler）とは、潜熱を利用することで熱効率を高めた高効率の燃焼式給湯器である。潜熱回収型給湯器ともいう。

## 概要
燃焼式給湯器では燃料の燃焼ガスを熱交換器に通し、高温のガスから熱を回収することで水を加熱する。しかしながら従来型のものでは熱交換後の排気ガス温度が200℃程度あり、燃料のエネルギーのうち80%程度しか回収できていなかった。
コンデンシングボイラーでは、従来排出していた熱交換後のガスを二次熱交換器へ通し水を余熱する。この過程で燃焼ガスの温度を60℃まで下げることで、ガス中に含まれる水分を凝縮させ潜熱を得る。これによって熱効率の向上を実現した。
熱効率が高まることにより燃料の消費量削減と、それに伴う二酸化炭素排出量の削減が期待できる。

## 排水問題
コンデンシングボイラーでは燃焼ガスの水蒸気を凝縮させる構造上どうしても凝縮したドレン水が発生するため、その排水が必要である。しかしながら排気ガス中には窒素酸化物や、特に石油式の場合は硫黄酸化物も含まれるため、これらが水に溶け込んでドレン水は酸性となる。そのためコンデンシングボイラーの設置に際しては、これを中和するための装置と排水配管の施工が必要になる。
集合住宅ではこの排水配管の敷設ができないためコンデンシングボイラーを設置できなかったが、一部の風呂給湯器では浴槽の排水後に中和した排出水を追い焚き配管に流すことで排出させる機能を持たせることで、排水が困難な箇所へも設置できるものが開発されている。
中和装置には炭酸カルシウム系天然石を主成分とした中和剤が用いられており、一般家庭用途では約15年程度の寿命の機種が多い。
本来、給湯器から発生するドレン水は、生活に起因するものとして、「汚水」と位置付けられ、下水道などの排水設備へ流さなければならない。しかしながら、
- ドレン水は燃焼に伴うもので、排出量が少ない
- 上記のとおり、中和装置が設けられており、ドレン水が一定の性状となることが担保されている
- コンデンシングボイラーを使用することで、地球温暖化対策に寄与する

という理由により、2012年3月に国土交通省より「潜熱回収型ガス給湯器等ドレン排水の取扱いについて」というガイドラインが策定され、この中でエコジョーズのドレン水を「雨水と同様の取扱い」として、必ずしも汚水系統の排水設備へ排出する必要がないという見解が発表された。個々の自治体においては、諸条件を検討し判断することとなるが、このガイドラインによりエコジョーズのドレン排水を、雨水として扱うことの根拠ができたと言える。

## 愛称

### エコジョーズ
コンデンシングボイラーのうち、都市ガスやLPガスを燃料とするものは「エコジョーズ」の愛称で呼ばれる。従来型のものでおよそ80%だった熱効率を、95%程度まで高めている。
2000年6月に高木産業 (現・パーパス株式会社) が販売を開始した。

#### 製造メーカー
- ノーリツ
  - ハウステック(ノーリツのOEM)
  - 大阪ガス
- リンナイ
  - ガスター(リンナイのOEM)
- パロマ
  - タカラスタンダード(パロマのOEM)
- パーパス
- 長府製作所

### エコフィール
石油を燃料とするものは特に「エコフィール」の愛称で呼ばれる。熱効率を83%から95%程度まで高めている。
2006年12月にノーリツが販売を開始した。

#### 製造メーカー
- ノーリツ
  - 長府工産(ノーリツのOEM)
- 長府製作所
  - サンポット(長府製作所のOEM)
- コロナ
  - タカラスタンダード(コロナのOEM)